# Gimnàstica als Jocs Europeus de 2015
Les proves de Gimnàstica als Jocs Europeus de 2015 es disputaran del 13 al 28 de juny al National Gymnastics Arena.
Es duran a terme proves de gimnàstica aeròbica, acrobàtica artística, rítmica i trampolí, fent un total de 5 disciplines diferents.

## Classificació
| País               | Acrobàtica | Acrobàtica | Aeròbica | Aeròbica | Artística | Artística | Rítmica    | Rítmica | Trampolí | Trampolí | Total |
| País               | Parella    | Grups      | Parelles | Grups    | Maculí    | Femení    | Individual | Grup    | Masculí  | Femení   | Total |
| ------------------ | ---------- | ---------- | -------- | -------- | --------- | --------- | ---------- | ------- | -------- | -------- | ----- |
| Armènia            |            |            |          |          | 1         |           |            |         |          |          | 1     |
| Àustria            |            |            |          |          | 3         | 3         | 2          |         |          |          | 8     |
| Azerbaidjan        | 2          | 3          | 1        | 5        | 3         | 3         | 2          | 6       | 2        | 2        | 29    |
| Belarús            | 2          | 3          |          |          | 3         | 3         | 1          |         | 2        | 2        | 16    |
| Bèlgica            | 2          | 3          |          |          | 3         | 3         |            |         |          | 1        | 12    |
| Bulgària           | 2          |            |          |          | 3         | 3         | 2          | 6       |          | 1        | 17    |
| Croàcia            |            |            |          |          | 1         | 3         |            |         |          |          | 4     |
| Xipre              |            |            |          |          | 1         | 1         |            |         |          |          | 2     |
| Txèquia            |            |            |          | 5        | 3         | 3         | 1          |         |          |          | 12    |
| Dinamarca          |            |            |          |          | 1         | 3         |            |         |          |          | 4     |
| Finlàndia          |            |            |          | 5        | 3         | 1         | 1          | 6       |          |          | 16    |
| França             | 2          | 3          | 1        | 5        | 3         | 3         | 1          | 6       | 2        | 2        | 28    |
| Geòrgia            |            |            |          |          | 1         | 1         | 1          |         | 1        |          | 4     |
| Alemanya           | 2          | 3          | 2        |          | 3         | 3         |            | 6       | 2        | 2        | 23    |
| Regne Unit         | 2          | 3          |          | 5        | 3         | 3         |            |         | 1        | 2        | 19    |
| Grècia             |            |            |          |          | 3         | 3         | 1          | 6       |          | 2        | 15    |
| Hongria            |            |            | 1        | 5        | 3         | 3         | 1          |         |          |          | 13    |
| Islàndia           |            |            |          |          | 1         | 3         |            |         |          |          | 4     |
| Irlanda            |            |            |          |          | 3         | 3         |            |         |          |          | 6     |
| Israel             |            | 3          |          |          |           | 1         | 2          | 6       |          |          | 12    |
| Itàlia             |            |            | 1        | 5        | 3         | 3         | 1          | 6       | 1        |          | 20    |
| Letònia            |            |            |          |          | 3         | 3         | 1          |         |          |          | 7     |
| Lituània           |            |            |          |          | 1         | 1         |            |         |          |          | 2     |
| Luxemburg          |            |            |          |          |           | 1         |            |         |          |          | 1     |
| Macedònia del Nord |            |            |          |          | 1         |           |            |         |          |          | 1     |
| Mònaco             |            |            |          |          | 1         |           |            |         |          |          | 1     |
| Països Baixos      |            |            |          |          | 3         | 3         |            |         | 1        | 2        | 9     |
| Noruega            |            |            |          |          | 3         | 3         |            |         |          |          | 6     |
| Polònia            | 2          | 3          |          |          | 3         | 3         |            |         | 2        |          | 13    |
| Portugal           | 2          | 3          | 2        |          | 3         | 1         |            |         | 2        | 2        | 15    |
| Romania            |            |            | 1        | 5        | 3         | 3         | 1          |         |          |          | 13    |
| Rússia             | 2          | 3          | 1        | 5        | 3         | 3         | 1          | 6       | 2        | 2        | 28    |
| Sèrbia             |            |            |          |          | 3         | 1         |            |         |          |          | 4     |
| Eslovàquia         |            |            |          |          | 1         | 1         |            |         |          |          | 2     |
| Eslovènia          |            |            |          |          | 1         | 1         |            |         |          |          | 2     |
| Espanya            |            |            | 1        | 5        | 3         | 3         | 1          | 6       |          | 1        | 20    |
| Suècia             |            |            |          |          | 1         | 3         |            |         | 2        |          | 6     |
| Suïssa             |            |            |          |          | 3         | 3         |            | 6       | 2        | 1        | 15    |
| Turquia            |            |            |          |          | 3         | 1         |            |         |          |          | 4     |
| Ucraïna            | 2          | 3          | 1        | 5        | 3         | 3         | 1          | 6       | 2        | 2        | 28    |
| 40 CONs            | 22         | 33         | 12       | 55       | 90        | 89        | 20         | 72      | 24       | 24       | 347   |

## Medallistes

### Gimnàstica Acrobàtica
Les proves es disputaren entre el dia 17 i 21 de juny

#### Femení
| Event     | Or                                                           | Plata                                                          | Bronze                                                                 |
| Complet   | Bèlgica · Kaat Dumarey · Julie Van Gelder · Ineke Van Schoor | Rússia · Valeriia Belkina · Yulia Nikitina · Zhanna Parkhometc | Belarús · Katsiaryna Barysevich · Veranika Nabokina · Karina Sandovich |
| Equilibri | Bèlgica · Kaat Dumarey · Julie Van Gelder · Ineke Van Schoor | Rússia · Valeriia Belkina · Yulia Nikitina · Zhanna Parkhometc | Belarús · Katsiaryna Barysevich · Veranika Nabokina · Karina Sandovich |
| Dinàmic   | Bèlgica · Kaat Dumarey · Julie Van Gelder · Ineke Van Schoor | Rússia · Valeriia Belkina · Yulia Nikitina · Zhanna Parkhometc | Belarús · Katsiaryna Barysevich · Veranika Nabokina · Karina Sandovich |

#### Parelles mixtes
| Event     | Or                                         | Plata                                       | Bronze                                     |
| Complet   | Rússia · Marina Chernova · Georgy Pataraya | Bèlgica · Yana Vastavel · Solano Cassamajor | Regne Unit · Hannah Baughn · Ryan Bartlett |
| Equilibri | Rússia · Marina Chernova · Georgy Pataraya | Bèlgica · Yana Vastavel · Solano Cassamajor | Regne Unit · Hannah Baughn · Ryan Bartlett |
| Dinàmic   | Rússia · Marina Chernova · Georgy Pataraya | Bèlgica · Yana Vastavel · Solano Cassamajor | Regne Unit · Hannah Baughn · Ryan Bartlett |

### Gimnàstica Aeròbica
Les proves se celebraren entre el 17 i el 21 de juny
| Event           | Or                                                                                 | Plata                                                                                         | Bronze                                                                                   |
| Parelles mixtes | Espanya · Sara Moreno · Vicente Lli                                                | Itàlia · Michela Castoldi · Davide Donati                                                     | Rússia · Dukhik Dzhanazian · Denis Soloev                                                |
| Grup mixt       | Hongria · Panna Szollosi · Dora Lendvay · Dora Hegyi · Balazs Farkas · Daniel Bali | Romania · Lavinia Panaete · Bianca Gorgovan · Dacian Barna · Daniel Bocser · Lucian Savulescu | Espanya · Belen Guillemot · Aranzazu Martínez · Sara Moreno · Vicente Lli · Pedro Moreno |

### Gimnàstica Artística
Les proves es disputaren entre el 13 i el 20 de juny

#### Masculí
| Event              | Or                                                              | Plata                                                     | Bronze                                                     |
| Equip Complet      | Rússia · David Belyavskiy · Nikita Ignatyev · Nikolai Kuksenkov | Ucraïna · Igor Radivilov · Oleg Verniaiev · Mykyta Yermak | Azerbaidjan · Petro Pakhnyuk · Oleg Stepko · Eldar Safarov |
| Individual Complet | Ucraïna · Oleg Verniaiev                                        | Azerbaidjan · Oleg Stepko                                 | Rússia · Nikita Ignatyev                                   |
| Terra              | Espanya · Rayderley Zapata                                      | Alemanya · Fabian Hambüchen                               | Rússia · David Belyavskiy                                  |
| Cavall amb arcs    | Eslovènia · Sašo Bertoncelj                                     | Azerbaidjan · Oleg Stepko                                 | Regne Unit · Brinn Bevan                                   |
| Anelles            | Grècia · Eleftherios Petrounias                                 | Rússia · Nikita Ignatyev                                  | Turquia · İbrahim Çolak                                    |
| Poltre             | Ucraïna · Oleg Verniaiev                                        | Països Baixos · Casimir Schmidt                           | Azerbaidjan · Oleg Stepko                                  |
| Barres paraleles   | Azerbaidjan · Oleg Stepko                                       | Rússia · David Belyavskiy                                 | Romania · Marius Berbecar                                  |
| Barra fixa         | Alemanya · Fabian Hambüchen                                     | Grècia · Vlasios Maras                                    | Rússia · Nikita Ignatyev                                   |

#### Femení
| Event               | Or                                                           | Plata                                                       | Bronze                                                      |
| Equip Complet       | Rússia · Aliya Mustafina · Viktoria Komova · Seda Tutkhalyan | Alemanya · Elisabeth Seitz · Sophie Scheder · Leah Griesser | Països Baixos · Céline van Gerner · Lieke Wevers · Lisa Top |
| Individual Complet  | Rússia · Aliya Mustafina                                     | Suïssa · Giulia Steingruber                                 | Països Baixos · Lieke Wevers                                |
| Poltre              | Suïssa · Giulia Steingruber                                  | Rússia · Seda Tutkhalyan                                    | Països Baixos · Lisa Top                                    |
| Barres asimètriques | Rússia · Aliya Mustafina                                     | Alemanya · Sophie Scheder                                   | Romania · Andreea Iridon                                    |
| Barra d'equilibri   | Països Baixos · Lieke Wevers                                 | Romania · Andreea Iridon                                    | Suïssa · Giulia Steingruber                                 |
| Terra               | Suïssa · Giulia Steingruber                                  | Rússia · Aliya Mustafina                                    | Països Baixos · Lieke Wevers                                |

### Gimnàstica Rítmica
Les proves es disputaren entre el 17 i el 21 de juny

#### Individual
| Event   | Or                         | Plata                        | Bronze                       |
| Complet | Rússia · Yana Kudryavtseva | Rússia · Margarita Mamun     | Belarús · Melitina Staniouta |
| Cercle  | Rússia · Margarita Mamun   | Belarús · Melitina Staniouta | Israel · Neta Rivkin         |
| Pilota  | Rússia · Yana Kudryavtseva | Ucraïna · Ganna Rizatdinova  | Belarús · Melitina Staniouta |
| Maces   | Rússia · Yana Kudryavtseva | Ucraïna · Ganna Rizatdinova  | Belarús · Melitina Staniouta |
| Cinta   | Rússia · Yana Kudryavtseva | Azerbaidjan · Marina Durunda | Geòrgia · Salomé Pazhava     |

#### Grup
| Event               | Or | Plata                                                                                                   | Bronze |
| Complet             | Rússia · Diana Borisova · Daria Kleshcheva · Anastasia Maksimova · Anastasiia Tatareva · Maria Tolkacheva · Sofya Skomorokh | Israel · Yuval Filo · Alona Koshevatskiy · Ekaterrina Levina · Karina Lykhvar · Ida Mayrin              | Belarús · Ksenya Cheldishkina · Maria Kadobina · Aliaksandra Narkevich · Valeriya Pischelina · Arina Tsitsilina · Hanna Dudzenkova |
| Cintes              | Rússia · Diana Borisova · Anastasia Maksimova · Anastasiia Tatareva · Maria Tolkacheva · Sofya Skomorokh                    | Ucraïna · Olena Dmytrash · Yevgeniya Gomon · Oleksandra Gridasova · Valeriia Gudym · Anastasiya Voznyak | Israel · Yuval Filo · Alona Koshevatskiy · Ekaterrina Levina · Karina Lykhvar · Ida Mayrin                                         |
| 5 Maces i 2 Cercles | Belarús · Ksenya Cheldishkina · Maria Kadobina · Valeriya Pischelina · Arina Tsitsilina · Hanna Dudzenkova                  | Israel · Yuval Filo · Alona Koshevatskiy · Ekaterrina Levina · Karina Lykhvar · Ida Mayrin              | Ucraïna · Olena Dmytrash · Yevgeniya Gomon · Oleksandra Gridasova · Valeriia Gudym · Anastasiya Voznyak                            |

### Trampolí
Les proves es disputaren entre el 17 i el 21 de juny
| Event                | Or                                       | Plata                                          | Bronze                                    |
| Individual masculí   | Rússia · Dmitry Ushakov                  | Belarús · Uladzislau Hancharou                 | Azerbaidjan · Ilya Grishunin              |
| Sincronitzat masculí | Rússia · Dmitry Ushakov · Mikhail Melnik | Belarús · Uladzislau Hancharou · Mikalai Kazak | Alemanya · Martin Gromowski · Kyrylo Sonn |
| Individual femení    | Rússia · Yana Pavlova                    | Regne Unit · Katherine Driscoll                | Belarús · Hanna Harchonak                 |
| Sincronitzat femení  | Rússia · Yana Pavlova · Anna Kornetskaya | França · Marine Jurbert · Joëlle Vallez        | Portugal · Beatriz Martins · Ana Rente    |

## Medaller
| Posició | País          | Or | Plata | Bronze | Total |
| 1       | Rússia        | 18 | 8     | 4      | 30    |
| 2       | Bèlgica       | 3  | 3     | 0      | 6     |
| 3       | Ucraïna       | 2  | 4     | 1      | 7     |
| 4       | Suïssa        | 2  | 1     | 1      | 4     |
| 5       | Espanya       | 2  | 0     | 1      | 3     |
| 6       | Belarús       | 1  | 3     | 8      | 12    |
| 7       | Azerbaidjan   | 1  | 3     | 3      | 7     |
| 8       | Alemanya      | 1  | 3     | 1      | 5     |
| 9       | Països Baixos | 1  | 1     | 4      | 6     |
| 10      | Grècia        | 1  | 1     | 0      | 2     |
| 11      | Hongria       | 1  | 0     | 0      | 1     |
| 11      | Eslovènia     | 1  | 0     | 0      | 1     |
| 13      | Israel        | 0  | 2     | 2      | 4     |
| 13      | Romania       | 0  | 2     | 2      | 4     |
| 15      | Regne Unit    | 0  | 1     | 4      | 5     |
| 16      | França        | 0  | 1     | 0      | 1     |
| 16      | Itàlia        | 0  | 1     | 0      | 1     |
| 18      | Geòrgia       | 0  | 0     | 1      | 1     |
| 18      | Portugal      | 0  | 0     | 1      | 1     |
| 18      | Turquia       | 0  | 0     | 1      | 1     |
| Total   | Total         | 34 | 34    | 34     | 102   |